# チオフェン-2-酢酸
チオフェン-2-酢酸（英：Thiophene-2-acetic acid）は、示性式HO2CCH2C4H3Sで表される有機硫黄化合物である。 
チオフェン-3-酢酸とともに、チオフェン酢酸の2つの異性体の1つである。 

## 生成と使用
2-アセチルチオフェンから生成される。  
抗生物質であるセファロリジンやセファロチンの前駆体である]。  